# آرایشگر سویل
آرایشگر شهر سِویل (به ایتالیایی: Il barbiere di Siviglia, ossia L'inutile precauzione) یک اپرا بوفا در دو پرده می‌باشد که توسط جواکینو روسینی ساخته شده‌است. اپرانامه این اثر را سزار استِربینی نوشته که الهام گرفته از نمایشنامه کمدی " آرایشگر شهر سِویل (۱۷۷۵) " اثر پیر بومارشه می‌باشد.
اولین اجرای این اپرا (با نام احتیاط بیهوده) به تاریخ ۲۰ فوریه ۱۸۱۶ در خانه اپرای Teatro Argentina در رم به روی صحنه رفت. آرایشگر شهر سویل روسینی، به عنوان شاهکاری بزرگ در بین آثار کُمدی موزیکال شناخته شده و به عنوان «اپرا بوفای همهٔ اپرا بوفاها» لقب گرفته‌است، پس از گذشت ۲۰۰ سال از نخستین اجرا، محبوبیت و مقبولیت چشمگیر این اثر بر روی صحنه‌های مدرن اپراهای امروزی، خود بهترین گُواه بر این اَمر است. این اپرا در ردهٔ نهم جدول پُراجراترین اپراها در سراسر دنیا قرار دارد.
شهرت دیگر روسینی بخاطر تعداد اپراهای اوست، وی به مدت ۱۹ سال، به‌طور میانگین، ۲ اپرا در سال می‌ساخته و اپرای آرایشگر شهر سِویل را - اگر چه قسمتهایی از پیش نوای آن برگرفته از اپراهای " آرلیانو در پالمیرا " و " الیزابت، ملکه انگلستان " می‌باشد، در کمتر از سه هفته آهنگسازی نموده‌است.

## نقش‌ها

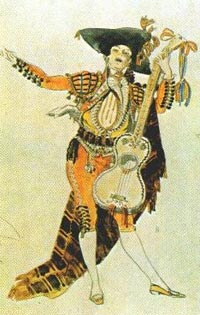
فیگارو

| نقش                                          | نوع صدا    |
| -------------------------------------------- | ---------- |
| کنت آلماویوا                                 | تنور (صدا) |
| بارتولو؛ پزشک و سرپرست رزینا                 | باس        |
| رزینا؛ هنرجویی ثروتمند در خانه بارتولو       | کنترالتو   |
| فیگارو؛ آرایشگر                              | باریتون    |
| باسیلیو؛ استاد موسیقی رزینا                  | باس        |
| برتا؛ مسئول اداره امور منزل در خانه بارتولو  | سوپرانو    |
| فیورلو؛ خدمتکار کنت آلماویوا                 | باس        |
| آمبروجو؛ خدمتکار بارتولو                     | باس        |
| افسران، سربازان، پلیس و مسئول ثبت اسناد رسمی |            |

## خلاصه
مکان: سویل - اسپانیا
زمان: قرن هجدهم میلادی

### پرده یک
نمای اول - میدانی روبروی خانه بارتولو
در یک میدان عمومی، بیرون خانه بارتولو، نوازندگان مشغول نواختن موسیقی هستند؛ یک دانشجوی فقیر به نام لیندرو نیز در جمع آنهاست. لیندرو زیر پنجره اتاق رزینا می‌آید و آوازی عاشقانه برایش می‌خواند ("Ecco, ridente in cielo"). این دانشجوی فقیر، در واقع کنت آلماویوا - یک اشراف‌زاده - است که خود را این‌گونه تغییر شکل داده تا رزینا او را به خاطر خودش دوست داشته باشد نه به خاطر ثروتش. آلماویوا دستمزد نوازندگان را پرداخت می‌کند و آن‌ها می‌روند. رزینا دختری زیبا و جوان بوده که تحت سرپرستی دکتر بارتولو در این خانه زندگی می‌کرده‌است. دکتر بارتولو که پزشکی پیر و بداخلاق بوده، چشم به رزینا داشته و قصد دارد که او را به همسری خود درآورد؛ به همین دلیل دختر جوان را به شدت محدود می‌کرده و تمام رفتار و گفتار او را زیر ذره بین می‌گذارد تا روزی هم مالک او و هم صاحب مال و اموالش شود.
فیگاروی آرایشگر، خوشحال و راضی از شغلش و اهمیت آن، در حال آواز خواندن سر می‌رسد (Aria: "Largo al "factotum della città). فیگارو قبلاً خدمتکار کنت آلماویوا و مورد اعتماد وی بوده‌است؛ از این جهت، با پیشنهاد انعامی چشمگیر، کُنت از فیگارو می‌خواهد تا با طرح نقشه ایی به او کمک کند تا وارد خانه رزینا شود ("Duet: "All'idea di quel metallo). فیگارو به کنت پیشنهاد می‌دهد که خود را به شکل یک سرباز درآورده و وانمود کند که مست است و می‌بایست مدتی در خانه بارتولو بماند. کنت به آرایشگر باهوش آفرین می‌گوید و پاداش خوبی به او می‌دهد.
نمای دوم - اتاقی در خانه بارتولو با چهار در
رزینا آواز عاشقانه ایی برای لیندرو می‌خواند ("Una voce poco fa") و نامه ایی برایش می‌نویسد. وقتی در حال ترک اتاق است، بارتولو و باسیلیو - استاد موسیقی - میایند. باسیلیو به بارتولو می‌گوید که کنت آلماویوا در شهر سویل دیده شده و دل در گرو رزینا دارد. بارتولو تصمیم می‌گیرد هر چه زودتر با دخترک ازدواج کند؛ باسیلیو هم می‌گوید که بهترین راه برای خلاص شدن از دست کنت، تهمت زدن و بدنام کردن اوست ("La calunnia è un venticello"). فیگارو گفتگوی بین این دو را می‌شنود و به رزینا می‌گوید که بارتولو قصد ازدواج با او را دارد. سپس از وی می‌خواهد نامه ایی به لیندرو بنویسد و احساساتش را برایش بازگو کند؛ رزینا هم به او می‌گوید که قبلاً این کار را کرده! فیگارو هم از سرعت عمل و ذکاوت رزینا خوشش می‌آید و قول می‌دهد که نامه را به لیندرو (که در واقع همان کنت آلماویواست و رزینا این را نمی‌داند) برساند ("Duet: "Dunque io son...tu non m'inganni).
دکتر بارتولو با دیدن کم شدن کاغذهای روی میز مظنون می‌شود که رزینا نامه ایی نوشته باشد، اما رزینا سعی می‌کند طفره برود (Duet: “Dunque io son”) و بارتولو هم می‌گوید که هیچ‌کس نمی‌تواند پزشکی در سطح او را گول بزند (Aria: A un dottor della mia sorte) و همچنان در شک خود می‌ماند. برتا - مسئول انجام امور روزانه منزل بارتولو - در حال خارج شدن از منزل، کنت را (در لباس یک سرباز و به حالت مستی) می‌بیند که می‌خواهد وارد خانه شود؛ او به سرعت نزد بارتولو می‌رود تا مانع ورود سرباز شود اما موفق نمی‌شود و کنت آلماویوا وارد خانه شده و موفق می‌شود در فرصتی مناسب با رزینا صحبت کند و می‌گوید که از طرف لیندرو برایش نامه ایی آورده‌است؛ دکتر بارتولو نیز، همچنان اصرار می‌ورزد که وظیفه ایی در قبال پناه دادن به سربازان ندارد و می‌خواهد که او منزلش را ترک کند.
دکتر بارتولو متوجه می‌شود که سرباز مست کاغذی را به دست رزینا می‌دهد و دخترک را وادار می‌کند که آن را به او بدهد؛ رزینا هم به جای نامه اصلی، لیست رختهای شستنی اش را به وی نشان می‌دهد. بارتولو و کنت (در لباس سرباز) دوباره درگیر بحث می‌شوند و همان وقت باسیلیو، فیگارو و برتا سر می‌رسند. فیگارو به بارتولو می‌گوید که به خاطر سر و صدای مشاجراتی که از خانه شنیده می‌شده، عده زیادی از جمله افسر دیده‌بانی و مأمورانش به آنجا آمده‌اند. بارتولو هم خوشحال می‌شود که پس به این ترتیب سرباز مست به زودی دستگیر خواهد شد. اما سرباز، که در واقع کنت آلماویوا بوده، نام اصلی خود را در گوش افسر می‌گوید؛ وی هم در مقابلش تعظیم کرده و بلافاصله او را بی تقصیر می‌انگارد. همگی، به غیر از فیگارو، از تمام شدن ماجرا به نفع سرباز مست شگفت زده می‌شوند ("Finale: "Fredda ed immobile, comme una statua).

### پرده دو
یک اتاق در خانه بارتولو و یک پیانو
دوباره آلماویوا به خانه بارتولو می‌آید؛ اینبار خود را به شکل یک معلم موسیقی درمی‌آورد که به علت مریضی باسیلیو، به جایش به آنجا آمده‌است تا با رزینا آواز کار کند (“Pace e gioia sia con voi!”). دکتر بارتولو به او مظنون می‌شود، اما کنت برای رفع هر گونه شک و شبهه - با همفکری قبلی فیگارو - به پیرمرد می‌گوید که از نقشه او و باسیلیو برای بدنام کردن آلماویوا باخبر است. سپس نامه ایی را که رزینا خطاب به لیندرو نوشته بوده به دکتر بارتولو نشان می‌دهد و ادامه می‌دهد که این نامه را باید به رزینا نشان داد و به او گفت که لیندرو از افراد کنت آلماویواست و کارش فریب زنان زیبا و بردن آن‌ها به قصر اربابش است.
به این ترتیب، دکتر بارتولو متقاعد می‌شود که این معلم جایگزین، واقعاً از طرف باسیلیو آمده و به او اجازه می‌دهد که درس موسیقی را با رزینا شروع کند. رزینا شروع به خواندن می‌کند (“Contro un cor”) و بارتولو کم‌کم به خواب می‌رود. رزینا چهره معلم موسیقی جدید را تشخیص می‌دهد و متوجه می‌شود که او همان لیندرو محبوبش است که تغییر قیافه داده؛ وقتی خواب بارتولو سنگین می‌شود، ایندو از فرصت استفاده کرده و علاقه‌شان را به یکدیگر ابراز می‌کنند.
فیگارو به بهانه اصلاح صورت دکتر بارتولو می‌آید و در فرصتی مقتضی، کلید در بالکن را برمی‌دارد. ناگهان، باسیلیو سالم و سرحال وارد می‌شود. آلماویوا، رزینا و فیگارو سعی می‌کنند که به او تلقین کنند که به شدت بیمار به نظر می‌رسد و احتمالاً مبتلا به تب` اسکارلت (مخملک) شده‌است (Quintet: "Buona sera, mio signore")؛ اما او مقاومت کرده و می‌گوید که حالش بسیار هم خوب است؛ اما کمی بعد، با دیدن رشوه هنگفتی که به او داده می‌شود، اذعان می‌دارد که کسالت دارد و باید استراحت کند. آلماویوا هم، وقتی فیگارو دکتر بارتولو را اصلاح می‌کرده، به رزینا می‌گوید که شب آماده باشد تا با هم از آنجا فرار کنند؛ ولی دکتر بارتولو متوجه قضیه می‌شود و بلافاصله از باسیلیو می‌خواهد یک نفر مسئول ثبت اسناد را بیاورد تا ازدواج او و رزینا را رسمی کند؛ نامه را هم به رزینا نشان می‌دهد و می‌گوید که لیندرو در خدمت کنت آلماویواست و قصد فریب او را دارد؛ رزینا بسیار مأیوس و غمگین می‌شود و چاره ایی جز ازدواج با دکتر بارتولو نمی‌بیند. برتا از کار زیاد و کشمکش‌های دائمی در این خانه شکایت می‌کند و آرزوی زندگی بهتری دارد ("Il vecchiotto cerca moglie").
صحنه خالیست و صدای رعد و برق شنیده می‌شود. کنت و فیگارو با بالا رفتن از نردبانی به بالکن خانه بارتولو راه پیدا کرده و از طریق پنجره به اتاق رزینا می‌روند. رزینا نامه را به آلماویوا (که هنوز از نظر او "لیندرو" بوده) نشان می‌دهد و به او می‌گوید که چقدر دلشکسته و غمگین است؛ آلماویوا هم خود را به او معرفی می‌کند ("Trio: "Ah! qual colpo) و به رزینا اطمینان می‌دهد که قصد ازدواج با او را دارد و تا پایان عمر عاشق و متعهد خواهد ماند؛ رزینا از اینکه رویاهایش به حقیقت پیوسته، بسیار خوشحال می‌شود. او و کنت با شور و شعفی وصف ناپذیر به یکدیگر ابراز احساسات می‌کنند؛ در حالیکه فیگارو مرتب به آن‌ها گوشزد می‌کند که هر چه زودتر باید خانه را ترک کنند.
صدای دو نفر که به اتاق نزدیک می‌شوند به گوش می‌رسد. فیگارو، کنت و رزینا سریعاً به سمت پنجره می‌روند تا از نردبان پایین رفته و فرار کنند، اما با شگفتی می‌بینند که نردبانی در کار نیست! باسیلیو و مسئول ثبت اسناد، برای ازدواج دکتر بارتولو و رزینا وارد می‌شوند. کنت آلماویوا تصمیم می‌گیرد که از فرصت استفاده کرده و ازدواج خودش با رزینا را ثبت کند؛ از باسیلیو هم می‌خواهد که شاهد عقد آن‌ها باشد. باسیلیو قبول نمی‌کند و آلماویوا هم به او می‌گوید: " پس باید به جایش دو گلوله در مغزت را قبول کنی! " به این ترتیب، باسیلیو ترجیح می‌دهد گزینه اول را بپذیرد.
کنت آلماویوا و رزینا با حضور باسیلیو و فیگارو به عنوان شاهد، به عقد هم در میایند و تازه دکتر بارتولو، خوشحال از اینکه نردبان را برداشته و مانع فرار آن‌ها شده، سر می‌رسد. کنت آلماویوا هم به او می‌گوید که دیگر دیر شده و بدون هیچ اقدام و اعتراضی، به بازنده بودن خود اعتراف کند (“Cessa di più resistere”). بارتولو هم عصبانی می‌شود؛ اما بعد از اینکه به او اجازه داده می‌شود اموال به جا مانده از رزینا را تصاحب کند، آرام و راضی می‌گردد.